# Centralblatt für deutsche Papierfabrikation
Das Centralblatt für deutsche Papierfabrikation, mitunter auch als Centralblatt für die deutsche Papierfabrikation und Central-Blatt für deutsche Papierfabrikation bezeichnet, war eine ab Mitte des 19. Jahrhunderts herausgegebene Fachzeitschrift zu Themen rund um die Papierherstellung in Deutschland.
Das von dem Fachschriftsteller Alwin Rudel gegründete, unregelmäßig erschienene Blatt wurde in 53 Jahrgängen von 1850 bis 1902 herausgegeben, anfangs in Halle (Saale), später in Dresden.
Der Zeitschrift, die 1902 ohne Nachfolgerin eingestellt wurde, wurde mitunter durch den Central-Anzeiger für die Papier-Industrie und ihre Nebenfächer als Beilage ergänzt.